# Simon Dawson
Simon Dawson es un músico y productor discográfico británico, reconocido principalmente por su trabajo como baterista en las agrupaciones Iron Maiden, The Outfield y British Lion.

## Carrera
Dawson inició su carrera como baterista en la banda Deep Switch, enmarcada dentro del movimiento de la New Wave of British Heavy Metal. Participó en la grabación del único disco de la agrupación, Nine Inches of God (1986), usando el seudónimo Simon De Montford. En la década de 1990 fue miembro de la banda de thrash metal Dearly Beheaded.
En 1989 reemplazó al baterista Alan Jackman en la banda británica de pop The Outfield, participando en la grabación de varios discos y permaneciendo como miembro activo de la agrupación hasta 2009. Otras bandas en las que tocó durante este periodo incluyen a Dirty Deeds y Air Race.
En 2012 participó como baterista en British Lion, un disco acreditado al músico Steve Harris, reconocido por ser el fundador de Iron Maiden. Continuó ligado al proyecto, que finalmente se convirtió en una banda autónoma llamada British Lion, y en 2020 tocó en su segunda producción discográfica, titulada The Burning. Como miembro de la banda de metal progresivo The Dead Soul Communion publicó los discos MMXVII y MMXVIII en 2017 y 2018 respectivamente.
En diciembre de 2024 fue anunciado como nuevo baterista en directo de Iron Maiden en reemplazo de Nicko McBrain, quien debió abandonar las giras por problemas de salud. Debutó con la agrupación británica el 27 de mayo de 2025 en el inicio la gira Run For Your Lives World Tour.

## Discografía seleccionada

### Con Deep Switch
- 1986 - Nine Inches of God

### Con The Outfield
- 1990 - Diamond Days
- 1992 - Rockeye
- 1998 - It Ain't Over...
- 1999 - Extra Innings
- 2001 - Live in Brazil

### Con Dearly Beheaded
- 1996 - Temptation
- 1997 - Chamber of One

### Con Air Race
- 2011 - Back to the Start

### Con The Dead Soul Communion
- 2017 - MMXVII
- 2018 - MMXVIII

### Con British Lion
- 2012 - British Lion
- 2020 - The Burning